# Campionato asiatico femminile under 19 di calcio 2013
Il Campionato asiatico femminile under 19 di calcio 2013 è stato la settima edizione della competizione. Il torneo si è svolto dall'11 al 20 ottobre 2013 a Nanchino, in Cina.

La Corea del Sud ha vinto il titolo per la seconda volta. Le prime tre classificate si sono qualificate per il Campionato mondiale Under-20 2014.

## Regolamento
Le prime 5 classificate dell'edizione 2011 sono state ammesse direttamente alla fase finale. Le altre squadre hanno affrontato le qualificazioni, da cui una formazione è passata alla fase finale.
Le 6 squadre si sono affrontate in un girone all'italiana.

## Fase finale
| Pos. | Squadra        | Pt | G | V | N | P | GF | GS | DR  |
| ---- | -------------- | -- | - | - | - | - | -- | -- | --- |
| 1.   | Corea del Sud  | 13 | 5 | 4 | 1 | 0 | 15 | 4  | +11 |
| 2.   | Corea del Nord | 10 | 5 | 3 | 1 | 1 | 10 | 4  | +6  |
| 3.   | Cina           | 8  | 5 | 2 | 2 | 1 | 14 | 6  | +8  |
| 4.   | Giappone       | 8  | 5 | 2 | 2 | 1 | 11 | 4  | +7  |
| 5.   | Australia      | 3  | 5 | 1 | 0 | 4 | 6  | 12 | -6  |
| 6.   | Birmania       | 0  | 5 | 0 | 0 | 5 | 0  | 26 | -26 |

| Data       | Ora         | Partita        | Partita | Partita        |
| ---------- | ----------- | -------------- | ------- | -------------- |
| 11-10-2013 | 14:00 UTC+8 | Cina           | 2 - 2   | Corea del Sud  |
| 11-10-2013 | 16:30 UTC+8 | Giappone       | 7 - 0   | Birmania       |
| 11-10-2013 | 16:30 UTC+8 | Corea del Nord | 6 - 2   | Australia      |
| 13-10-2013 | 14:00 UTC+8 | Corea del Sud  | 7 - 0   | Birmania       |
| 13-10-2013 | 14:00 UTC+8 | Australia      | 0 - 2   | Giappone       |
| 13-10-2013 | 16:30 UTC+8 | Corea del Nord | 1 - 0   | Cina           |
| 15-10-2013 | 14:00 UTC+8 | Giappone       | 0 - 2   | Corea del Sud  |
| 15-10-2013 | 16:30 UTC+8 | Birmania       | 0 - 2   | Corea del Nord |
| 15-10-2013 | 16:30 UTC+8 | Australia      | 1 - 2   | Cina           |
| 18-10-2013 | 14:00 UTC+8 | Birmania       | 0 - 2   | Australia      |
| 18-10-2013 | 14:00 UTC+8 | Corea del Sud  | 2 - 1   | Corea del Nord |
| 18-10-2013 | 16:30 UTC+8 | Cina           | 2 - 2   | Giappone       |
| 20-10-2013 | 14:00 UTC+8 | Giappone       | 0 - 0   | Corea del Nord |
| 20-10-2013 | 16:30 UTC+8 | Australia      | 1 - 2   | Corea del Sud  |
| 20-10-2013 | 16:30 UTC+8 | Birmania       | 0 - 8   | Cina           |